# Arcahaie FC
Arcahaie FC is een Haïtiaanse voetbalclub uit Arcahaie. De club werd opgericht op 2017. De club speelt anno 2021 bij Ligue Haïtienne.

## Erelijst
- Ligue Haïtienne : 2019-2020